# Raytheon
Raytheon är ett amerikanskt företag som verkar inom försvarsindustrin, informationsteknik och rymdfart. Det är ett dotterbolag till försvarsjätten RTX.
Företaget utvecklar och tillverkar högenergilasrar; robotvapen; olika system för luftvärn, radar, satelliter; sonarer och bekämpning av robotvapen och ballistiska robotar. Raytheon utvecklar också olika produkter inom elektronisk krigföring.
Huvudkontoret ligger i Arlington County i Virginia.

## Historik
Företaget grundades 2023 efter att RTX (då Raytheon Technologies) hade i januari det året meddelat att dotterbolagen Raytheon Intelligence & Space och Raytheon Missiles & Defense skulle bli fusionerade till att vara ett enda dotterbolag. RTX:s andra dotterbolag Collins Aerospace och Pratt & Whitney ingick inte i fusionen. Den 17 juli 2023 bytte Raytheon Technologies namn till RTX.

## Produktgalleri

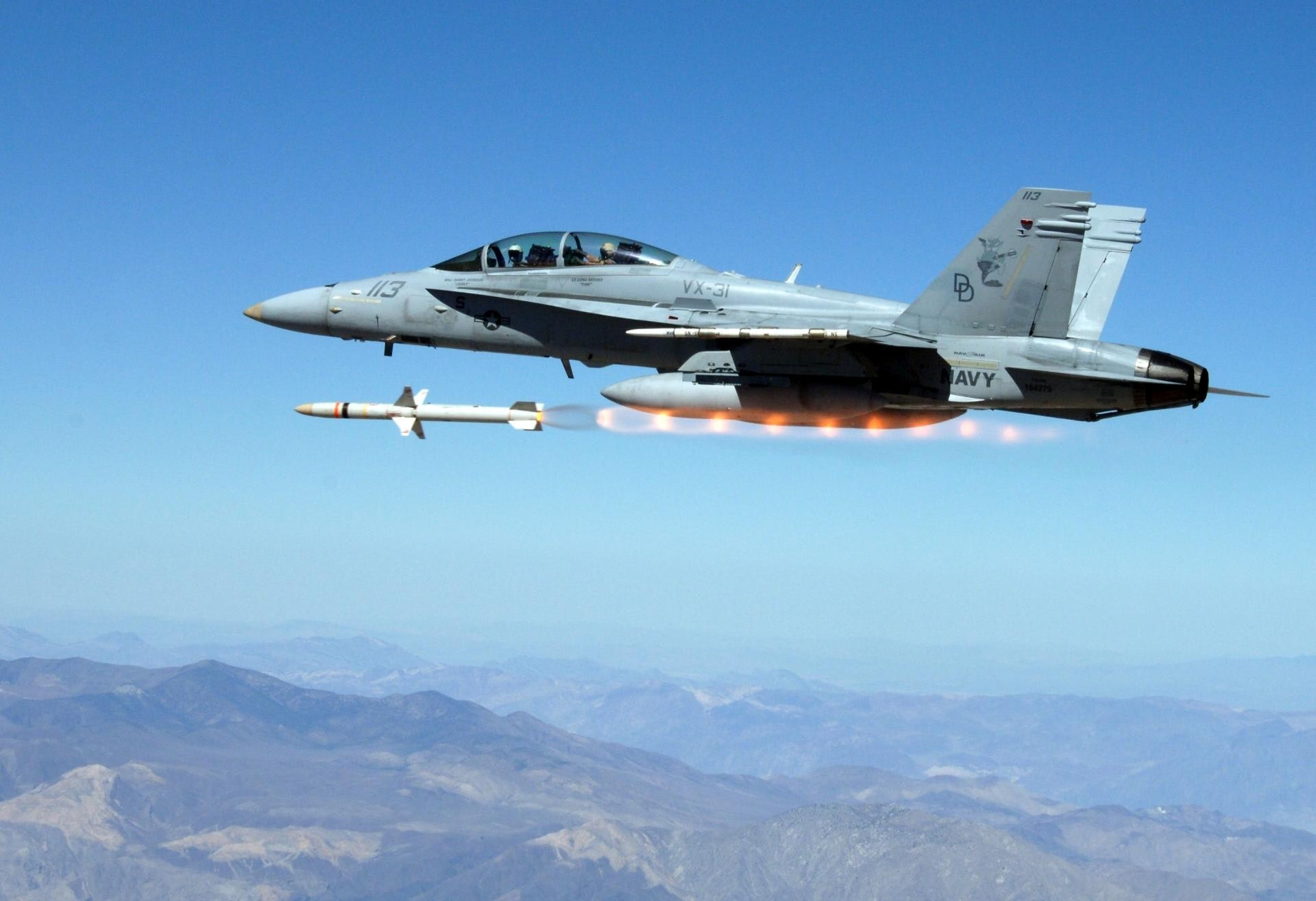
En McDonnell Douglas F/A-18 Hornet avfyrar en AGM-88E.
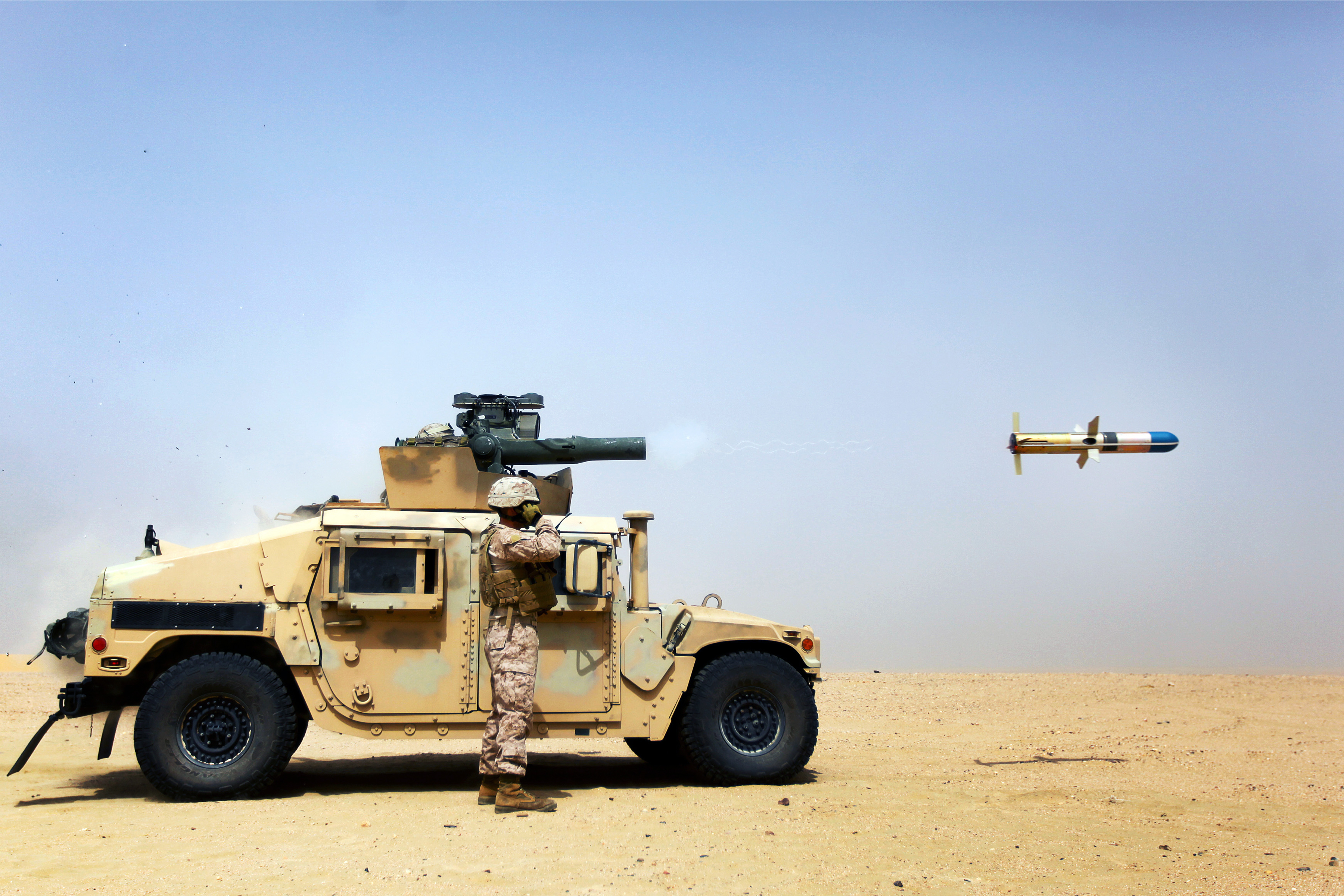
Soldater ur USA:s marinkår avfyrar en BGM-71 Tow från en Humvee.
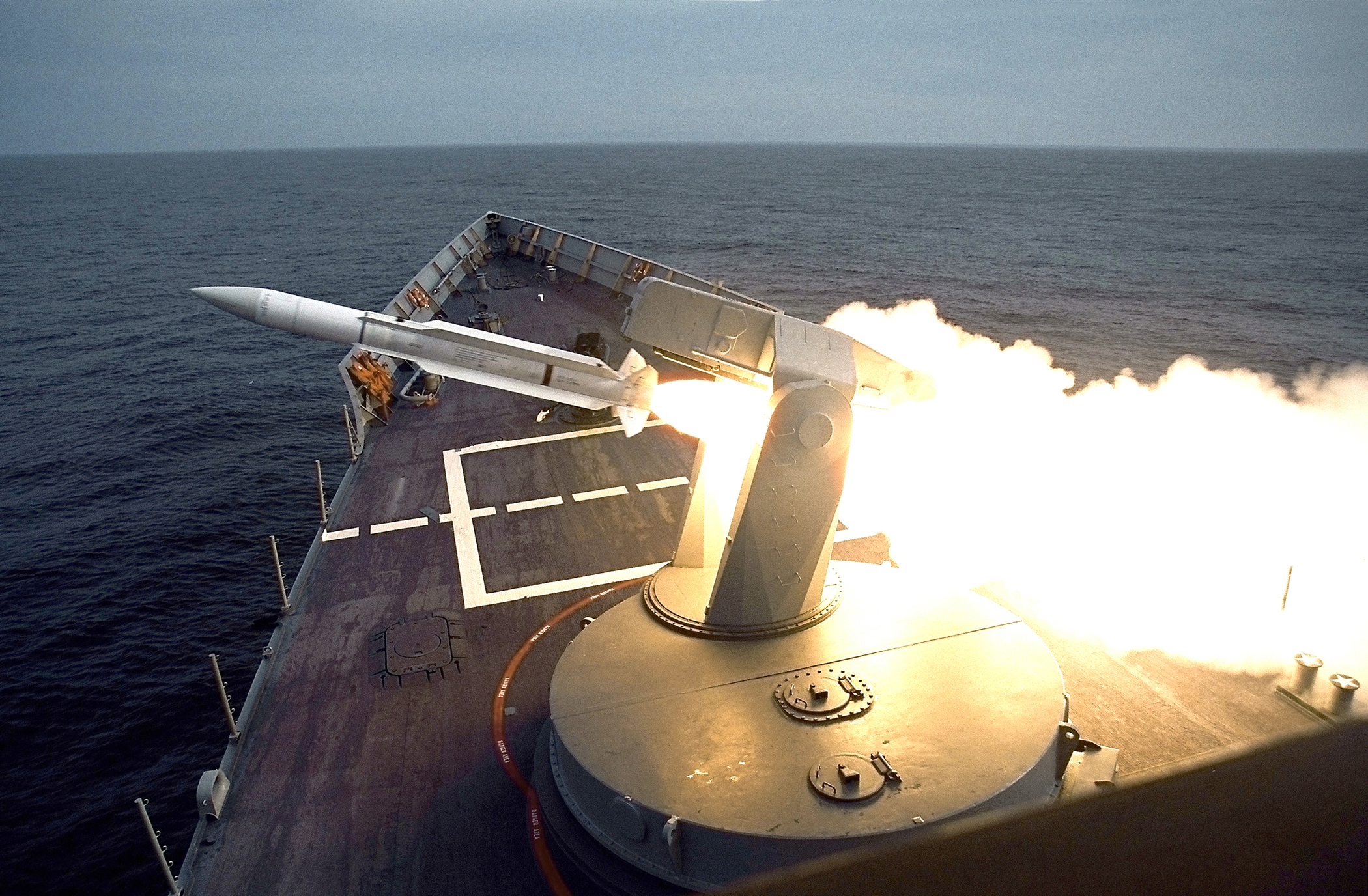
En RIM-66 Standard avfyras från fregatten USS George Philip (FFG-12).
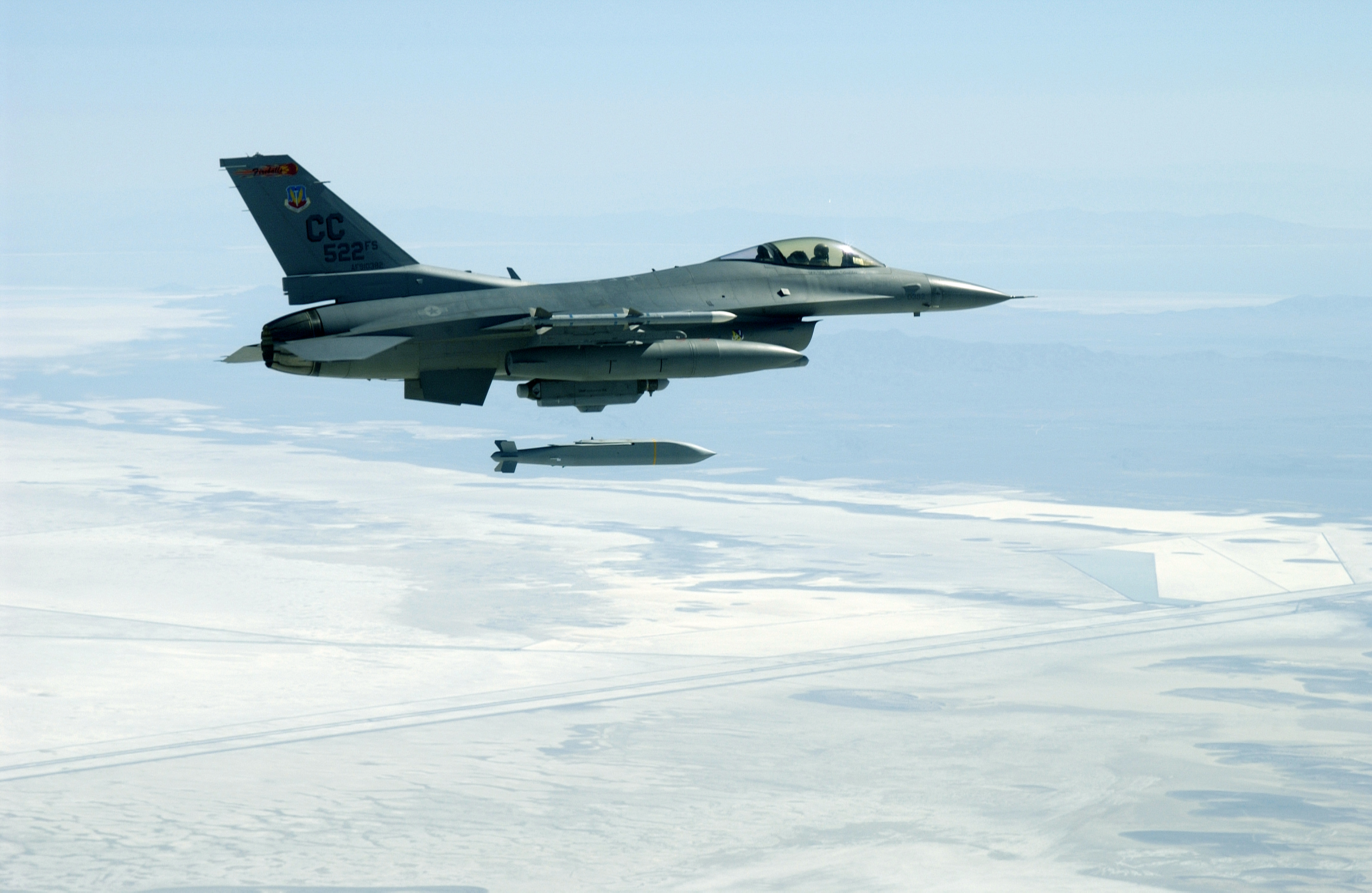
En General Dynamics F-16C Fighting Falcon släpper flygbomben AGM-154 Joint Standoff Weapon.
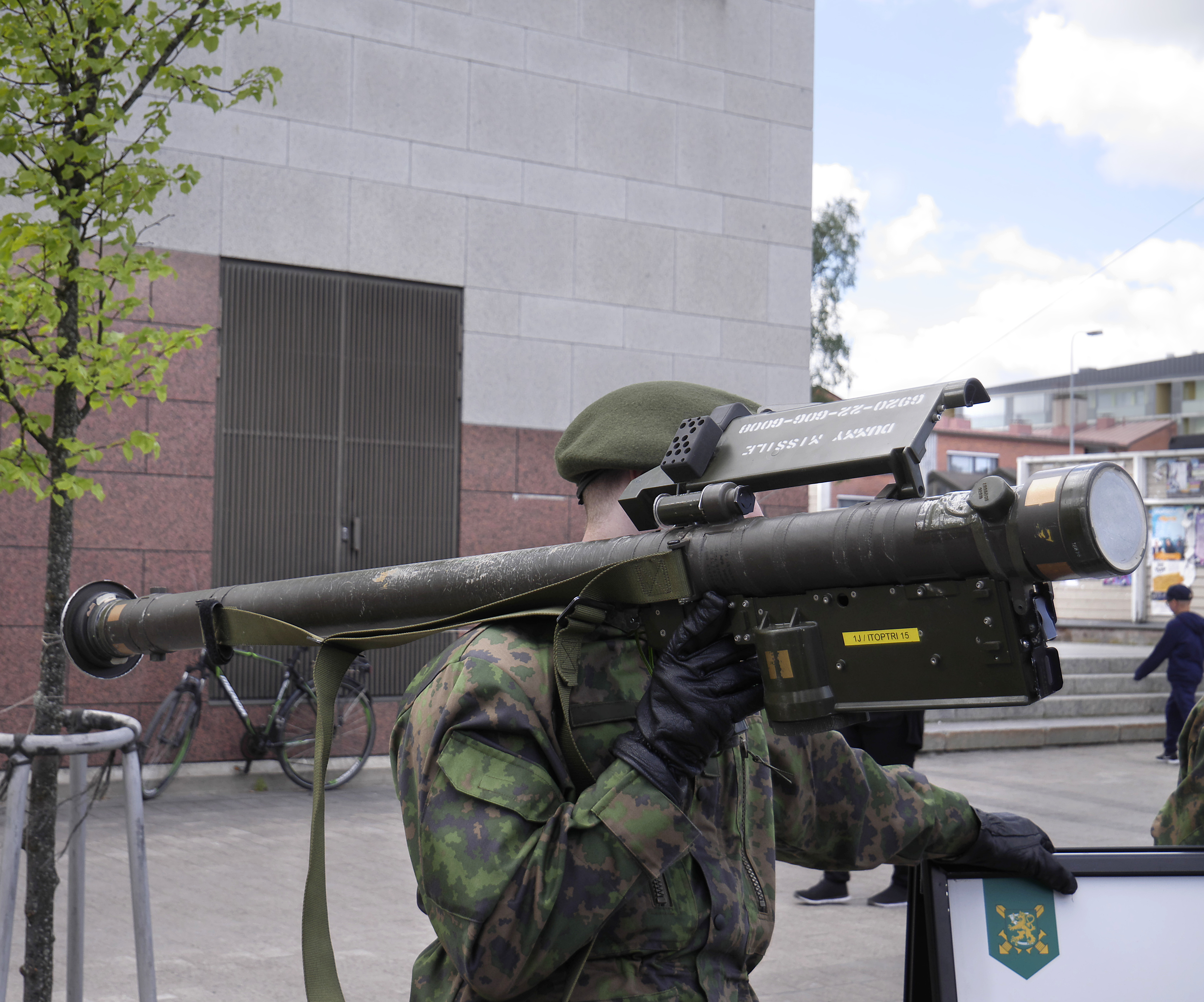
Soldat ur Finlands armé håller i en FIM-92 Stinger.